# Jérôme de La Vairie
Jérôme de La Vairie, sieur de La Vairie et de La Vaudelle de Bais (Mayenne), « poète latin et français, théologien, orateur et historien. »

## Biographie
Il était fils de Jérôme de La Vairie, sieur de La Vaudelle et de Viré au doyenné de Brûlon, qui avait engagé au chapitre du Mans la terre de la Boulaie en Saint-Georges-du-Bois, 1538. Joachim, frère du poète, prisonnier au Mans en 1550, laissa la Vaudelle à son puîné avant 1560.
Nous ne connaissons que les titres des ouvrages de Jérôme de la Vairie :
- traduction en français des Harangues de Thucydide et de Tite-Live ;
- traduction en français de l'Histoire romaine de Tite-Live[2].

Il vivait en 1563. Lorsque La Croix du Maine sort sa Bibliothèque française, les ouvrages de la Vairie n'étaient pas encore sortis. Aucun de ses ouvrages n'est référencé à la Bibliothèque nationale de France. Tout cela est perdu comme les poésies innommées de la Vairie, célébré par Jacques Tahureau en ces termes : 

« .... Vayrie qui peut de sa docte douceur
 Sur les poëtes latins se montrer admirable ;
 Qui de cent et cent mille autres vertus comblé,
 N'a jamais pu souffrir voir son esprit troublé
 De ces grosses erreurs que l'ignorance admire. »

## Source
- « Jérôme de La Vairie », André René Le Paige, Dictionnaire topographique historique généalogique et bibliographique de la province du Maine, 1777 [détail des éditions] (lire sur Wikisource)
- « Jérôme de La Vairie », dans Alphonse-Victor Angot et Ferdinand Gaugain, Dictionnaire historique, topographique et biographique de la Mayenne, Laval, A. Goupil, 1900-1910 [détail des éditions] (BNF 34106789, présentation en ligne)